# Antillereufonia
För fågelarten Euphonia/Chlorophonia musica, se hispaniolaeufonia.
Antillereufonia (Chlorophonia flavifrons) är en fågelart i familjen finkar inom ordningen tättingar.

## Utseende och läte
Antillereufonia är en färgglad liten fågel med kort stjärt och liten men rätt tjock näbb. Hanen har en blå hjälm på huvudet, olivgul undersida (mer bjärt gul på strupen), en mörk ögonmask och olivgrön rygg. Honan är mer enhetligt olikvgrön, dock med distinkt blå hjälm och en liten gulaktig fläck i pannan. Bland lätena hörs ett livligt "beep" enstaka eller i serier, ett grovt "djip", sorgsamma "wheee" och snabba "whip-ip". Sången består av en snabb ramsa med klingnde, visslade och gnissliga toner.

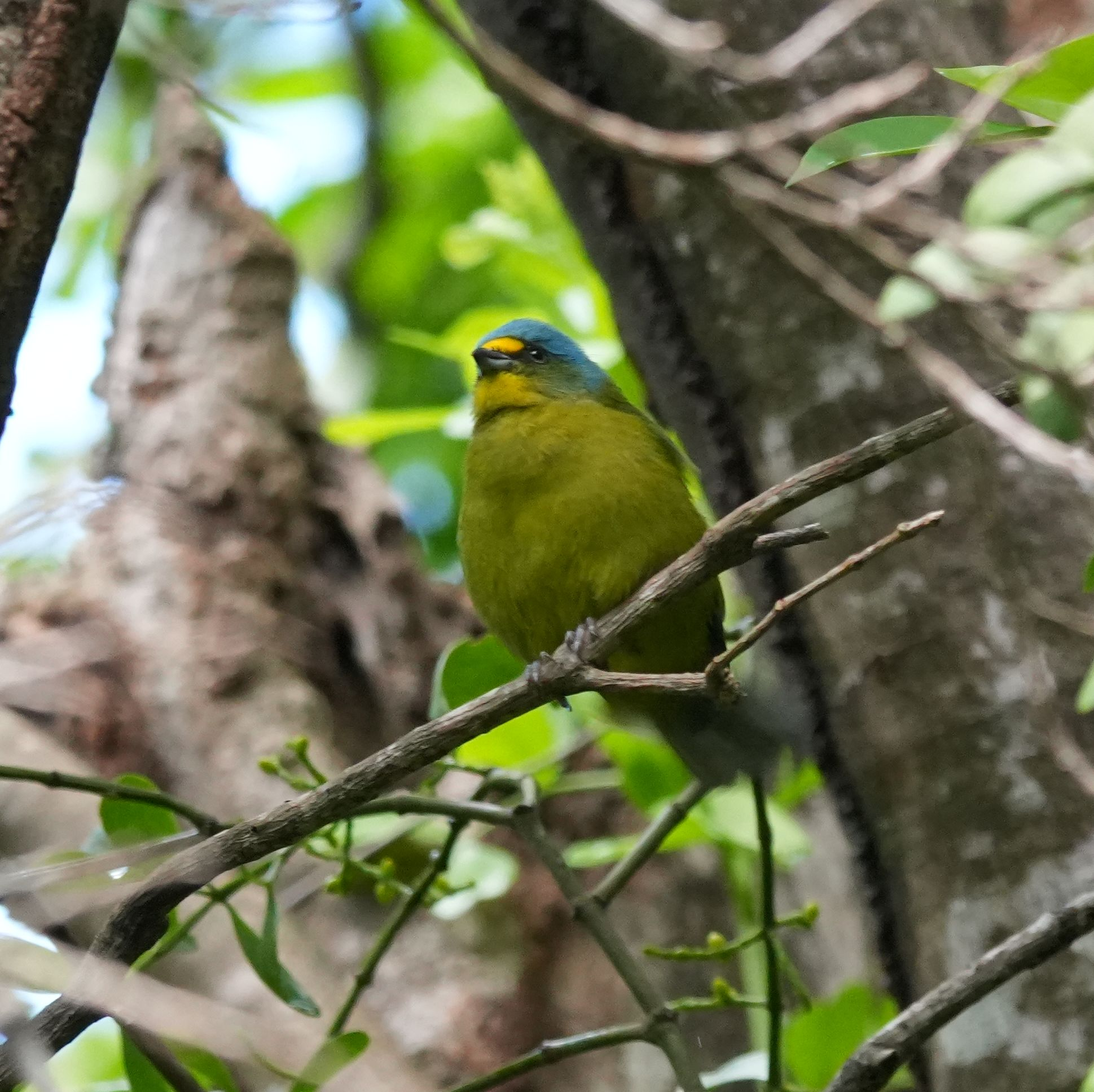

## Utbredning och systematik
Fågeln förekommer i Små Antillerna. Den betraktades tidigare som underart till Chlorophonia musica (tidigare Euphonia musica, se nedan), men urskiljs sedan 2016 som egen art av BirdLife International och sedan 2023 av International Ornithological Congress (IOC). I samband med uppdelningen flyttades trivialnamnet antillereufonia över från musica till flavifrons.

### Släktestillhörighet
Traditionellt placeras antillereufonia i släktet Euphonia, liksom nära släktingarna puertoricoeufonia, hispaniolaeufonia, svartpannad eufonia och prakteufonia. De har dock flyttats till släktet Chlorophonia efter genetiska studier.

### Familjetillhörighet
Tidigare behandlades släktena Euphonia och Chlorophonia som tangaror, men DNA-studier visar att de tillhör familjen finkar, där de tillsammans är systergrupp till alla övriga finkar bortsett från släktet Fringilla.

## Levnadssätt
Antillereufoonian hittas i täta skogsområden. Där födosöker den aktivt i de mellersta och övre skikten, huvudsakligen efter mistelbär. Ibland slår den följe ned artblandade flockar.

## Status
Arten har ett stort utbredningsområde och beståndet anses vara stabilt. Internationella naturvårdsunionen IUCN listar den därför som livskraftig (LC).